# MARVELD2
MARVELD2‏ (MARVEL domain containing 2) هوَ بروتين يُشَفر بواسطة جين MARVELD2 في الإنسان.